# Jock Newall
Pour les articles homonymes, voir Newall.
John White Newall, communément connu sous le nom de Jock Newall est un footballeur néo-zélandais d'origine écossaise, né le 21 juillet 1917 à Ayr et mort le 21 janvier 2004 à Dumfries and Galloway. Il évolue au poste d'attaquant de la fin des années 1930 au milieu des années 1950.
Il évolue dans le club écossais d'Ayr United FC puis dans le club néo-zélandais de Petone FC et compte dix sélections pour 17 buts inscrits en équipe de Nouvelle-Zélande.

## Biographie
Jock Newall naît le 21 juillet 1917 à Ayr en Écosse et évolue au poste d'attaquant à Ayr United FC avant la Seconde Guerre mondiale. Il émigre en Nouvelle-Zélande après guerre et joue pour le club local du Petone FC. Il est alors sélectionné dans l'équipe de Wellington puis, en 1951 en équipe de Nouvelle-Zélande. Il fait ses débuts en sélection le 11 août 1951 face à la sélection australienne de l’État de Victoria, la rencontre se conclut sur la victoire des Néo-Zélandais sur le score de trois buts à un. Un mois plus tard, le 10 septembre, il inscrit son premier but en équipe nationale face à la sélection régionale d'Auckland. Il connaît sa première sélection officielle le 19 septembre face à la Nouvelle-Calédonie, une défaite deux buts à zéro puis, trois jours plus tard, inscrit un quadruplé sur le même adversaire. Lors de la même tournée où il est vice-capitaine de la sélection, il inscrit un triplé face aux Nouvelles-Hébrides puis face aux Fidji.
L'année suivante pour la seconde tournée de la Nouvelle-Zélande dans les îles de Mélanésie, il est capitaine de l'équipe et inscrit un nouveau triplé face aux Fidji, le 14 septembre 1952, puis un quadruplé face à Tahiti, le 28 septembre. Après une dernière saison avec son club en 1953, il retourne en Écosse à la suite de problèmes de santé. Il meurt à Dumfries and Galloway en 2004 à l'âge de 86 ans. Il rejoint la même année le temple de la renommée du football néo-zélandais.
Son record de 28 buts en 17 apparitions sous le maillot néo-zélandais, dont 17 buts en 10 matchs officiels, n'est battu qu'en 2004 par Vaughan Coveny qui inscrit 30 buts en 76 sélections dont 28 en 64 rencontres officielles,.